# Госпођица Ајнштајн
Госпођица Ајнштајн (фр. Mme Einstein) је четврта епизода француске игране и анимиране телевизијске серије Код Лиоко: Еволуција, рађене по серији Код Лиоко, која је такође и пета сезона те серије.

## Опис
На Кадик академији појављује се нова ученица, Лора Готјер. Шармантна плавуша испоставља се да је надарена ученица, а наставници јој се диве од првих часова. У лекцији из математике, Џереми не може да заврши једначину, и Лора заузима његово место на табли, решавајући је са двоструком енергијом. Хероји обраћају пажњу на нову ученицу. Узнемирен због свог неуспеха, Џереми се дури, док Улрик и Од покушавају да га орасположе. Аелита је, међутим, несрећна када се Лора поново појављује, јер изгледа као да је заинтересована за Џеремија.
Док Лиоко ратници говоре о Кортексу и новом брзом возилу које је Џереми развио да би спречио девиртуелизацију због бројних покрета платформи које овај сектор садржи, Лора улази у њихов разговор и Лиоко ратници кажу да расправљају о видео игрици, коју развија Џереми, Лора нуди своју помоћ, позивајући се на своје знање у области рачунара и науке. Лиоко ратници одбијају њену помоћ и нестају у правцу фабрике. Виртуелизују се у Лиоко и путују са Скидом у Кортекс. Када момци стижу у Кортекс, Џереми им показује своју креацију: округло возило са четири велика точка, које може да их преноси кроз сектор. Од и Улрик се сукобљавају, покушавајући да одлуче који од њих треба да вози кола, али Џереми интервенише и каже да ће Јуми возити. Иако се промене територије сада могу лако предвидети, Мегапод може да избегне промене, али његови прорачуни нису увек потпуно тачни.
У међувремену, на Кадик академији Лора неће одустати од покушаја откривања Џеремијеве тајне. Она пита Вилијама о „видео игрици, коју развијају Џереми и његови пријатељи“. Вилијам схвата да су његови пријатељи отишли у Лиоко без њега. Он каже Лори да не зна ништа о томе и одлази у фабрику, не примећујући да га плавуша прати. Када изнервирани Вилијам стигне у лабораторију, он схвата да му његове колеге не верују. Момак се љути и иде назад у школу. Излазећи из лифта Вилијам не примећује Лору, која се сакрива иза гомиле сандука. Она чека док дечак не оде и прегледа контролни панел лифта.
У Лиоку ситуација се погоршава: после друге промене терена, точак Мегапода се заглављује у пукотини. Ксена не троши време узалуд и шаље своје крабе. Џереми упозорава Лиоко ратнике да се припреме за битку, али Јуми је у Мегаподу заглављена унутра због грешке. Од, Аелита и Улрик се боре против краба које су одлучне да униште возило. Џереми покушава да исправи грешку у Мегаподу, али га прекида Лора, која је ушла у лабораторију. Гледајући Џеремија, она брзо схвата да момак ради на квантном рачунару, и да ситуација није најбоља и нуди му помоћ. Џереми прихвата понуђену помоћ и шаље Лору да ради са кабловима на зиду који нису доступни са терминала.
Аелита покушава да побегне, да би ушла у језгро, али се суочава лицем у лице са неколико краба. Она се крије иза Одовог штита, али се девиртуелизује. Чудовишта настављају да нападају Мегапод. Када Аэлита открива да Лора помаже Џеремију, она почиње да буде ужасно љубоморна због друге госпођице Ајнштајн, али, схватајући да је веома озбиљан проблем са рачунаром, она ћути.
Ситуација се поново погоршава; Мегапод пада на платформу испод, балансирајући се преко дигиталног мора. Од и Улрик очајнички се боре, али на крају такође се девиртуелизују. Заједнички напори између Лоре и Џеремија дају добре резултате; Јуми се враћа на Земљу пре него што Мегапод пропадне у дигитално море. У фабрици, Џереми говори другима о томе како им је Лаура помогла. Почиње гласање које ће одлучити да ли ће она постати члан тима или не. Аелита, љубоморна на Лору, нову паметну девојчицу, покреће повратак у прошлост без консултација са осталима. Лора баца горак поглед на њу пре него што изгуби сећања о овом дану.
Враћајући се на часове истог јутра, Џереми се извињава Аелити. Она инсистира да није сигурна да ли могу да верују овој девојчици. Онда убеђује Џеремија да оде на таблу да реши једначину коју раније није могао да реши, спречавајући Лору да је реши. Иако Од напомиње да то није врло љубазно са њене стране, Аелита одговара да у овом случају може да игнорише морал рекавши да може да постоји само једна „госпођица Ајнштајн“.

## Емитовање
Ова епизода је премијерно приказана 19. јануара 2013. године на телевизијском каналу „France 3“. У Србији, епизода је премијерно приказана 16. децембра 2013. на каналу ТВ Ултра.